# Trung Mỹ

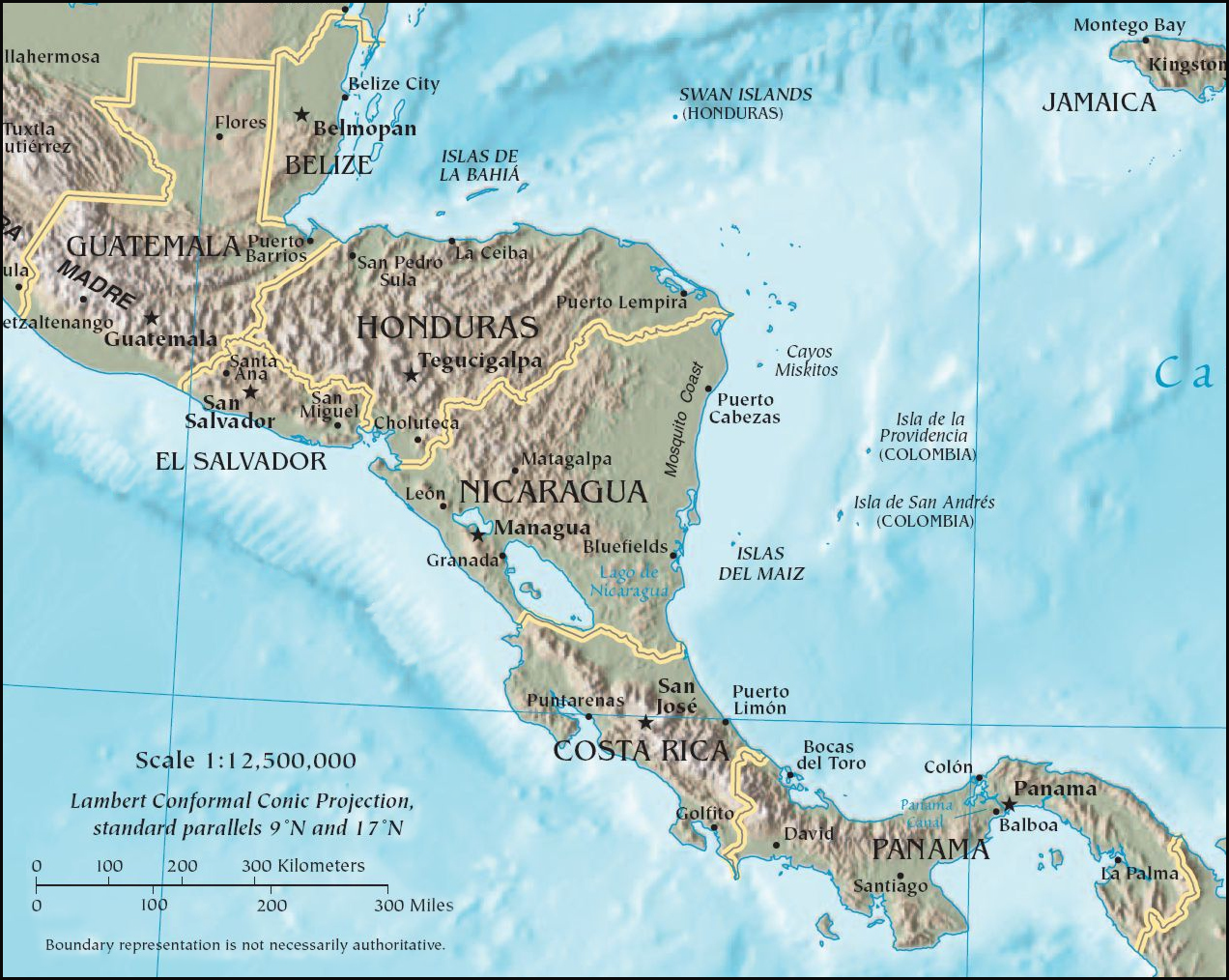
Bản đồ Trung Mỹ

Trung Mỹ (Tiếng Anh: Central America) về mặt địa lý là vùng nằm giữa châu Mỹ trên trục bắc nam. Trung Mỹ có khi được xem là một vùng riêng biệt nhưng cũng thường coi là phần cực nam của lục địa Bắc Mỹ. Đây là nơi hai lục địa Bắc và Nam Mỹ gặp nhau, cũng là nơi hội tụ nhiều nền văn hóa.

## Vị trí địa lý
Trung Mỹ nằm ở giữa hai lục địa lớn phía bắc và phía nam, và giáp hai bờ biển dọc hai bên đông tây. Khu vực này nối liền hai lục địa Bắc và Nam Mỹ cùng chia cách Thái Bình Dương với biển Caribê .Trung Mỹ tiếp giáp với các biển sau : biển Caribe , Đại Tây Dương , Thái Bình Dương . Trung Mỹ còn lưu giữ khu rừng nhiệt đới khá lớn và từ xưa đã phát triển một nền văn minh riêng. Ngày nay, hậu duệ dân bản địa châu Mỹ vẫn góp mặt trong xã hội Trung Mỹ.
Bảy quốc gia tạo nên vùng Trung Mỹ là: Belize, Costa Rica, El Salvador, Guatemala, Honduras, Nicaragua, và Panama. Tiếng Anh là ngôn ngữ được sử dụng trong các văn bản hành chính quốc gia ở Belize trong khi sáu nước kia dùng tiếng Tây Ban Nha.

## Cơ quan lập pháp
Cơ quan lập pháp của các quốc gia Trung Mỹ hầu hết được tổ chức theo hệ thống đơn viện, chỉ ngoại trừ Belize được tổ chức theo hệ thống lưỡng viện. Nghị viện Guatemala có nhiều đại biểu nhất với 158 nghị sĩ, trong khi đó nghị viện Belize ít nhất, chỉ có 43 đại biểu (12 thượng nghĩ sĩ và 31 dân biểu).
| Quốc gia    | Tổng số ghế | Thượng viện     | Hạ viện         |
| ----------- | ----------- | --------------- | --------------- |
| Belize      | 43 ghế      | 12 ghế          | 31 ghế          |
| Guatemala   | 158 ghế     | Không chia viện | Không chia viện |
| El Salvador | 84 ghế      | Không chia viện | Không chia viện |
| Honduras    | 128 ghế     | Không chia viện | Không chia viện |
| Nicaragua   | 92 ghế      | Không chia viện | Không chia viện |
| Costa Rica  | 57 ghế      | Không chia viện | Không chia viện |
| Panama      | 71 ghế      | Không chia viện | Không chia viện |

## Dân cư, văn hóa
Trung Mỹ là ngôi nhà của khoảng 36 triệu người, bao gồm nhiều sắc dân như người da đỏ, người Tây Ban Nha, người Anh, người Carib, và người da đen gốc Phi.

## Kinh tế, rừng, sinh vật, thảm họa thiên nhiên
Đa số người dân Trung Mỹ làm nghề trồng tỉa. Họ trồng cà phê, mía, bông vải, chuối và các loại cây ăn quả khác. 
Trung Mỹ có nhiều ngọn núi hiểm trở, chạy dọc bờ biển Thái Bình Dương. Rừng nhiệt đới bao phủ gần hết diện tích lãnh thổ Trung Mỹ. Báo đốm Mỹ sống trong những khu rừng nhiệt đới. Ngoài ra còn có khỉ, kì đà và nhiều loài vẹt đủ màu sắc. Khu vực ven biển Caribe là nơi sinh sống của rùa biển và các loài bò biển.
Động đất xảy ra thường xuyên tại Trung Mỹ, có thể gây ra thiệt hại rất lớn về vật chất và cướp đi mạng sống của nhiều người. Trong khoảng 100 ngọn núi lửa ở Trung Mỹ thì có ít nhất 14 ngọn đang hoạt động. Bão lớn đôi khi tràn vào Trung Mỹ, nhất là từ phía biển Caribe. Năm 1998, bão Mitch đã giết chết hàng ngàn người và cuốn trôi nhiều làng mạc.
Trước đây, các tàu thuyền chở hàng hóa đi từ Đại Tây Dương sang Thái Bình Dương phải đi vòng xuống mũi cực nam châu Nam Mỹ rồi đi ngược lên phía bắc. Nhưng sau khi có kênh đào Panama (80 km), nối thông hai đại dương ở eo đất Panama thì tàu thuyền giao thông dễ dàng, giảm khoảng cách hơn 1200 km, thêm thuận lợi cho việc trao đổi và buôn bán.
Kênh đào Panama do người Mỹ hoàn tất ngày 15-8-1914. Mỹ giữ quyền quản lý con kênh này cho đến 31-12-1999 thì chuyển giao cho Panama.